# وايت ساندس
وايت ساندس (بالإنجليزية: White Sands تعني حرفيا الرمال البيضاء) هي بلدة تقع في مقاطعة دونا أنا، ولاية نيومكسيكو، الولايات المتحدة. بحسب تعداد 2010 بلغ عد سكانها 1,651. تبلغ مساحتها حوالي 8 كيلومتر مربع.

## السكان
حسب إحصاء سنة 2000، كانت بالبلدة 1323 نسمة، 432 تجمعا سكانيا، و355 عائلة، وكانت الكثافة السكانية 165.8 بالميل المربع (429.2 نسمة بالكيلومتر المربع). بلغ عدد البنايات السكنية بالمنطقة 667 بناية بكثافة 83.6 بالكيلومتر المربع (216.4 بالميل المربع). كان %71.43 من السكان بيضا، %11.56 أمريكيون أفارقة، %0.98 أمريكيون أصليون، %3.7 آسيويون، %0.08 من جزر المحيط الهادي، %6.27 من مجموعات عرقية أخرى، و%5.97 من مزيج عرقين أو أكثر. مثل السكان من أصول هسبانية ولاتينية 17.61 من مجموع السكان.
كان بالبلدة 432 أسرة، %56 من هذه الأخيرة كان ضمنها أطفال لم تفق أعمارهم 18 سنة، %72 منها كانوا أزواجا يعيشون معا، %6.9 منها كانت بها ولية الأمر أنثى لعدم تواجد الزوج، و%17.8 من التجمعات لم تكن عبارة عن عائلات. كانت %16.4 من التجمعات السكنية تتكون من أفراد ولم يكن بأي منها شخص يبلغ من العمر 65 سنة أو أكثر يعيش وحده. كان متوسط عدد أفراد التجمع السكاني 3.06 ومتوسط عدد أفراد العائلة كان 3.45.
أفاد الإحصاء أن %37.3 من الساكنة لم يبلغوا 18 سنة، %9.4 تراوح عمرهم بين 18 و 24 سنة، %39.7 بين 25 و 44 سنة، %13 بين 45 و 64، و %0.5 كان عمرهم 65 سنة أو أكثر. مقابل كل 100 أنثى كان هنالك 105.4 ذكرا، ولكل 100 أنثى عمرها فوق 18 سنة كان هنالك 103.7 ذكرا.
كان متوسط دخل كل تجمع سكاني بالمنطقة 43 دولارا، ومتوسط دخل العائلة كان 47.75 دولارا. كان متوسط دخل الذكور 40.402 دولارا مقابل 21.250 دولارا للإناث، أما الدخل الفردي فكان 16.186 دولارا. حوالي %1.5 من العائلات و %2.6 من الساكنة كانوا تحت عتبة الفقر من بينهم %3.8 من الأطفال أقل من 18 سنة، ولم يكن منهم أي من السكان الذين عمرهم 65 سنة أو أكثر.

## الصحراء

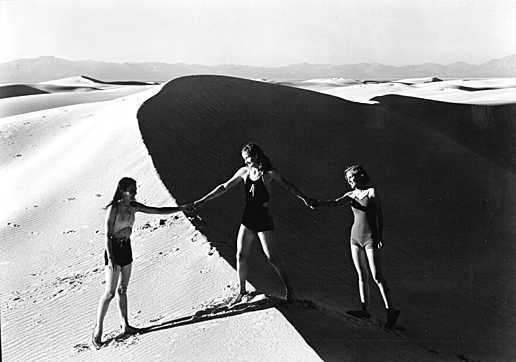
فتيات في صحراء وايت ساندس، 1936

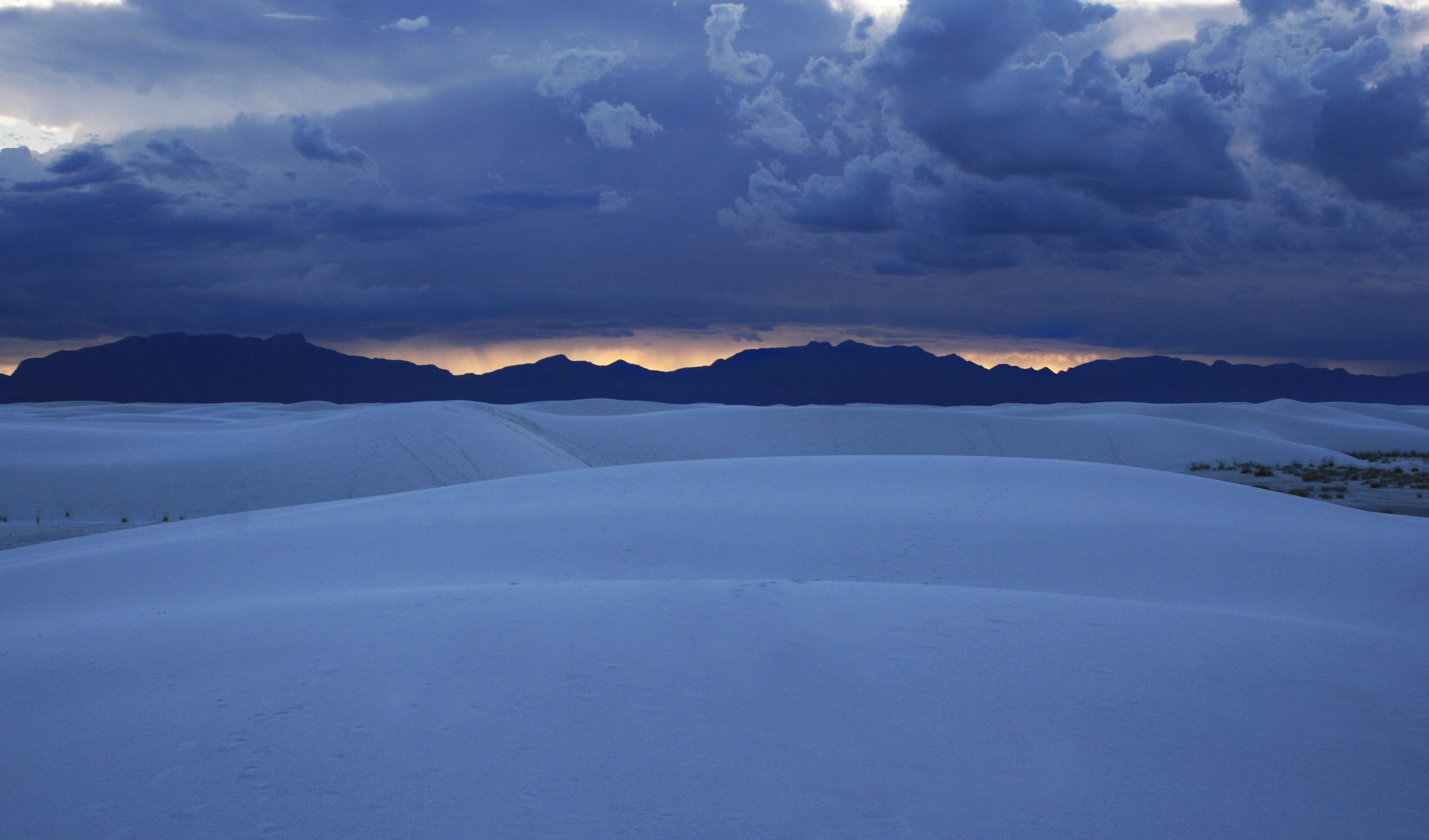
الغروب في وايت ساندس، 2009

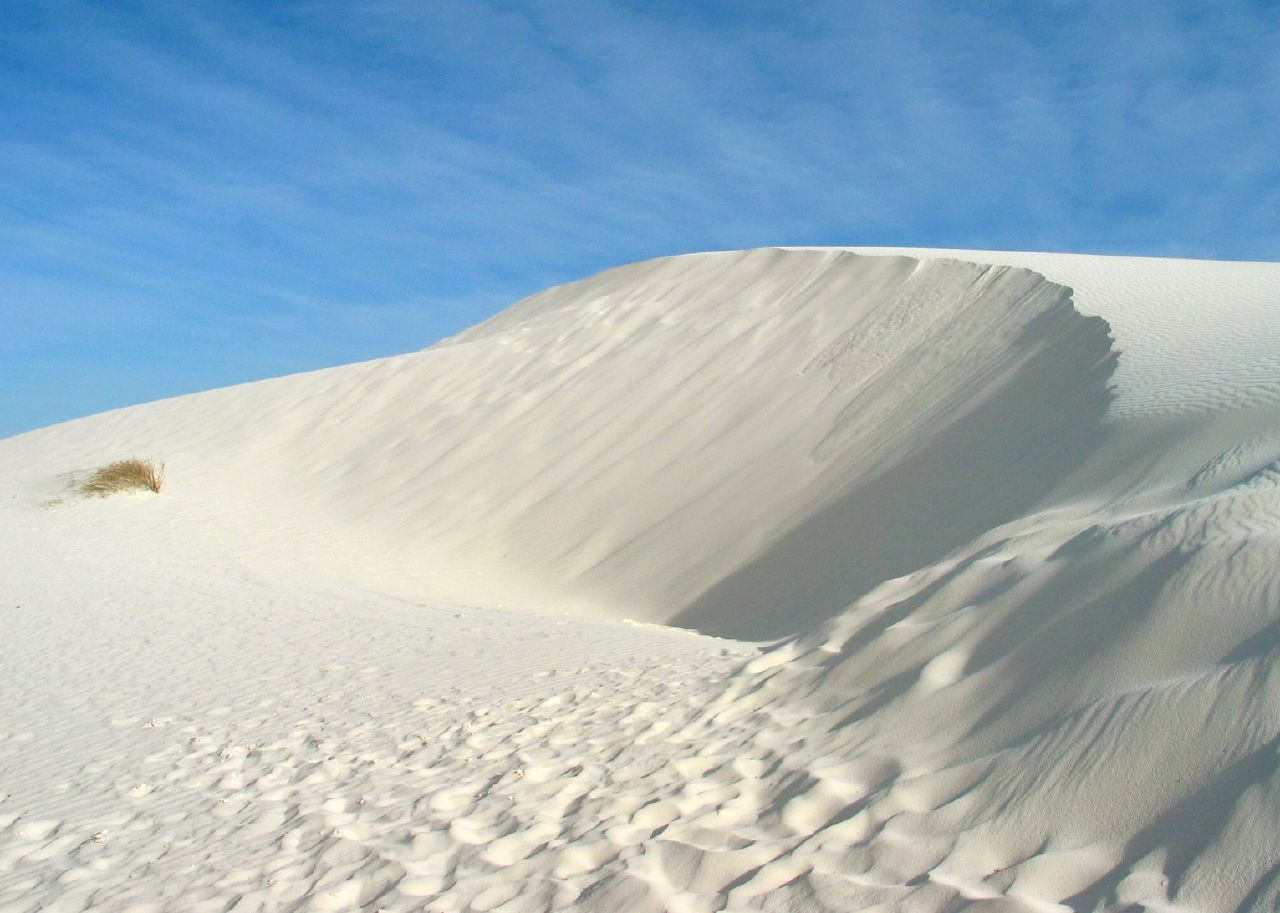
قمة وايت ساندس، 2003

تقع صحراء وايت ساندس ضمن حوض تولاروسا في نيومكسيكو. تتكون رمال الصحراء من الجص وكبريتات الكالسيوم على عكس معظم الرمال في العالم والتي تتكون من الكوارتز ويكون ملمسها باردا بسبب ارتفاع معدلات تبخر رطوبة السطح وحقيقة أن هذه الرمال تعكس أشعة الشمس ولا تمتصها.
الجص هو واحد من أكثر المركبات المعدنية الموجودة على الأرض ولكنه نادرًا ما يظهر على السطح، حيث أنه يذوب بسهولة في الماء. يعود أصل هذه الصحراء إلى ما يقرب من 100 مليون سنة مضت، حيث كان يغطيها بحر ضحل. ومع انحسار مياهها تدريجيا، تُرِكت بحيرات المياه المالحة كما هي، والتي تبخرت في النهاية في الشمس. بالإضافة إلى الملح، تم وضع رواسب سميكة من الجص أيضًا في قاع البحر القديم.